# Coll de Mentet
El Coll de Mentet és una collada dels contraforts nord-orientals del Massís del Canigó, a 1.759,4 metres d'altitud, al límit dels termes comunals de Mentet i Pi de Conflent, tots dos a la comarca del Conflent, de la Catalunya del Nord.
Està situat a l'oest del terme de Pi de Conflent i al nord-est del de Mentet, a la carretera que uneix aquests dos pobles, la D - 6.